# Isaak Dentler

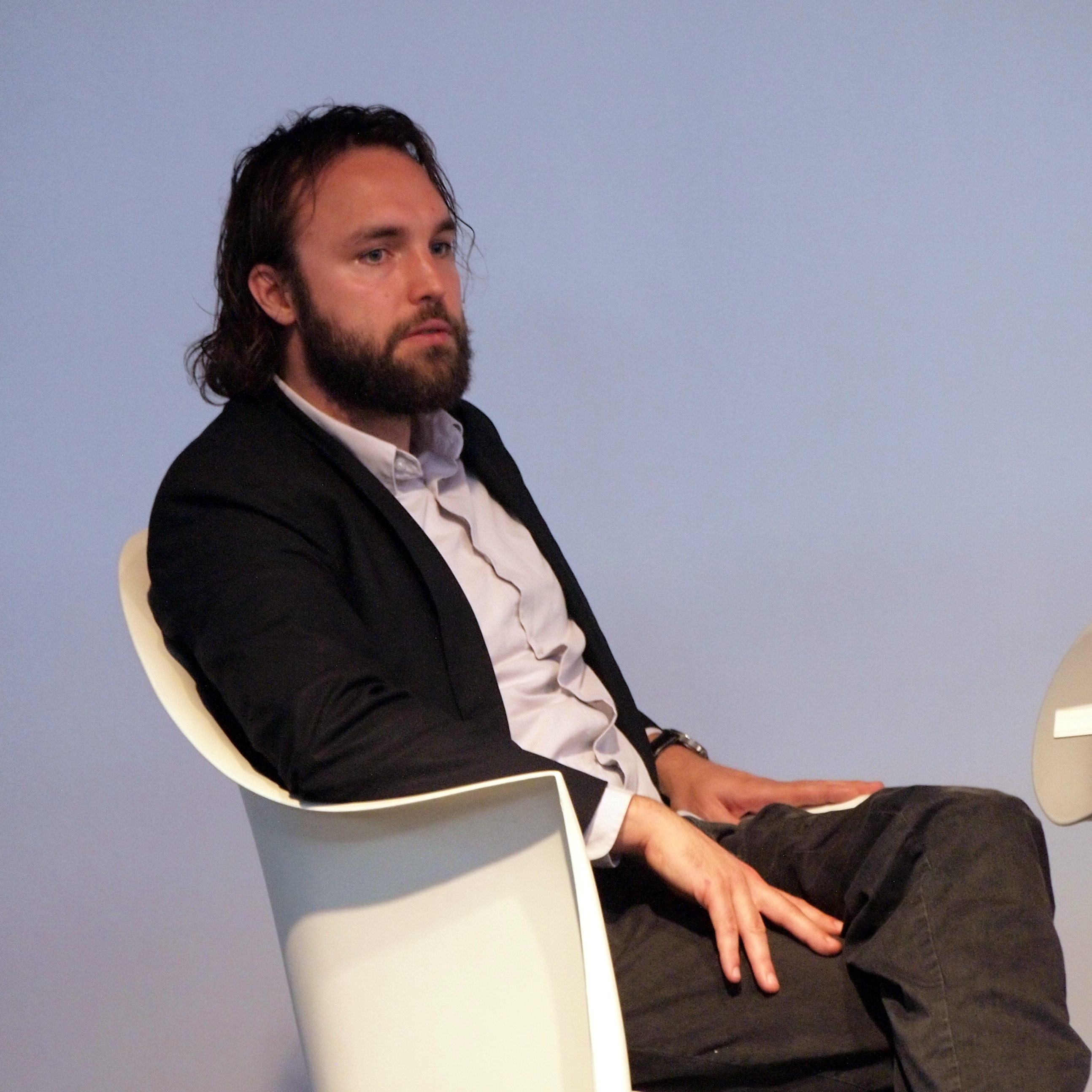
Isaak Dentler (2014)

Isaak Dentler (* 18. April 1980 in Ulm) ist ein deutscher Schauspieler, Synchronsprecher und Theaterregisseur.

## Leben
Aufgewachsen ist er auf der Schwäbischen Alb und in Kiel an der Ostsee.
Nach der Ausbildung zum Bankkaufmann in Ulm absolvierte Isaak Dentler die Schauspielausbildung von 2001 bis 2004 beim Hamburger Schauspiel-Studio Frese.
Das erste Engagement führte ihn 2004 an das Stadttheater Gießen, wo er unter anderem als Don Karlos und Torquato Tasso auf der Bühne stand.
Im Jahr 2009 spielte er zum ersten Mal bei den Ruhrfestspielen Recklinghausen, Tesman in Hedda Gabler unter der Regie von Alice Buddeberg.
Seit 2009 ist er festes Ensemblemitglied vom Schauspiel Frankfurt, hier arbeitete er mit Regisseuren wie Michael Thalheimer, Stephan Kimmig, Günter Krämer, Christoph Mehler, Andreas Kriegenburg, Karin Henkel, Jürgen Kruse und Sebastian Hartmann.
Während der Intendanz von Oliver Reese war er in seinen Solo-Stücken Werthers Leiden und Kohlhaas zu sehen und in vielen anderen Rollen wie z. B. Iwanow, Mortimer, Johannes Vockerat, Prinz Leonce, Tesman. Auch nachdem Anselm Weber 2018 die Frankfurter Intendanz übernommen hatte, blieb er im Ensemble und arbeitete mit Jan Bosse, Robert Borgmann, David Bösch und Roger Vontobel. Außerdem übernahm er die Mentoren Aufgabe für das neu entstandene Studio Jahr im Schauspiel Frankfurt für drei Jahre und führt Regie.
Seit 2020 gastiert Isaak Dentler in Berlin am Berliner Ensemble.
Dentler steht regelmäßig vor der Kamera, unter anderem spielt er von 2014 bis 2024 fest in der Ermittlergruppe Janneke und Brix mit Wolfram Koch und Margarita Broich im ARD-Tatort aus Frankfurt. 2020 spielte er Peter Richter in dem in Deutschland und Marokko gedrehten Mehrteiler Ein paar Tage Licht („Paix à leurs armes“), eine deutsch/franz. Koproduktion unter der Regie von Frederic Jardin.
2021 drehte er für die von Jantje Friese und Baran Bo Odar entwickelte internationale Serie 1899 für Netflix. In der Dokufiktion I.N.R.I — Warum musste Jesus sterben spielte er 2023 Apostel Petrus.
Außerdem ist er als Sprecher tätig. Seine Stimme ist u. a. in verschiedenen Hörspielen und Radiofeatures zu hören. 2016 ist er Station-Voice des ZDF geworden und eine der festen Stimmen von Kulturzeit und Nano bei 3sat und ZDF-History.
Als freier Dozent an der Hochschule für Musik und Darstellende Kunst Frankfurt am Main übernimmt er Lehraufträge. Im Sommersemester 2023 hatte er eine Schauspiel Vertretungsprofessur übernommen.

## Filmografie (Auswahl)
- 2002: Das Duo
- 2003: Die Wache (Fernsehserie)
- 2004: Die Rettungsflieger (Fernsehserie)
- 2005: Nikola (Fernsehserie)
- 2006: Weißt was geil wär…?! (Kinofilm)
- 2008: Der große Tom (Fernsehfilm)
- 2008: Stubbe von Fall zu Fall (TV-Reihe)
- 2009: Die Liebe und Viktor (Kinofilm)
- 2010: Ein guter Sommer (Fernsehfilm)
- 2011: Lerchenberg (Fernsehserie)
- 2012: Das letzte Wort (Fernsehfilm)
- 2013: Dr. Gressmann zeigt Gefühle (Fernsehfilm)
- 2014: Tatort: Eine Frage des Gewissens (Fernsehfilm)
- 2015–2024: Tatort → siehe Janneke und Brix
  - 2015: Tatort: Kälter als der Tod (Fernsehfilm)
  - 2015: Tatort: Hinter dem Spiegel (Fernsehfilm)
  - 2016: Tatort: Die Geschichte vom bösen Friederich (Fernsehfilm)
  - 2016: Tatort: Wendehammer
  - 2017: Tatort: Land in dieser Zeit
  - 2017: Tatort: Fürchte dich
  - 2018: Tatort: Unter Kriegern
  - 2018: Tatort: Der Turm
  - 2019: Tatort: Das Monster von Kassel
  - 2019: Tatort: Falscher Hase
  - 2020: Tatort: Die Guten und die Bösen
  - 2020: Tatort: Funkstille
  - 2021: Tatort: Luna frisst oder stirbt
  - 2021: Tatort: Wer zögert, ist tot
  - 2022: Tatort: Finsternis
  - 2022: Tatort: Leben Tod Ekstase
  - 2023: Tatort: Erbarmen. Zu spät.
  - 2023: Tatort: Kontrollverlust
  - 2024: Tatort: Es grünt so grün, wenn Frankfurts Berge blüh’n
- 2015: Ein Fall Für Zwei (Serie)
- 2015: Böser Wolf – Ein Taunuskrimi (Fernsehfilm)
- 2015: Ein Atem (Kinofilm)
- 2016: Notruf Hafenkante – Plan B (Serie)
- 2016: Bergfieber (Kurzfilm)
- 2016: Jenny (Pilotfilm)
- 2016: Der Staatsanwalt (Fernsehfilm)
- 2016: Das Märchen vom Schlaraffenland (ARD-Märchen)
- 2017: Die Füchsin – Spur auf der Halde (Fernsehfilm)
- 2017: Hit Mom – Mörderische Weihnachten
- 2018: Tatort: Kopper
- 2018: Tatort: Meta
- 2018–2022: Terra X History
- 2018: LÖWIN (Kurzfilm)
- 2018: Lehman – Der Große Crash (Fernsehfilm)
- 2018: Jenny – echt gerecht (Serie)
- 2019: Hubert ohne Staller (Serie)
- 2019: SOKO Köln (Serie)
- 2019: DARK (Serie)
- 2019: Zorro (Kinofilm)
- 2020: Ein Paar Tage Licht (Miniserie)
- 2020: Hitzig – Ein Saunagang (Kurzfilm)
- 2020: Sarah Kohr – Teufelsmoor
- 2021: Der menschliche Faktor
- 2021: Bettys Diagnose – We are family (Serie)
- 2022: 1899 (Serie)
- 2022: Riesending – Jede Stunde zählt (Fernsehfilm)
- 2023: I.N.R.I Warum musste Jesus sterben (DokuFiction)
- 2023: Der Staatsanwalt (Fernsehfilm)
- 2023: Wolfsland
- 2024: RAVE ON (Kinofilm)
- 2024: Stammheim – Hauptstadt der RAF (Fernsehfilm)
- 2024: Harter Brocken  (Fernsehreihe)
- 2025: Stammheim – Zeit des Terrors
- 2025: Ein Fall für Zwei   (Fernsehserie)
- 2025: Der letzte Bär
- 2025: Rave On

## Theaterrollen (Auszug)
- 2005: Don Carlos (Schiller), Rolle: Carlos, Regie: Titus Georgi
- 2006: Pinocchio (Collodi), Pinocchio, Regie: Ragna Kirck
- 2007: Warten auf Godot (Beckett), Rolle: Lucky, Regie: Astrid Jacob
- 2007: Glaube Liebe Hoffnung (Horvath), Rolle: Alfons Klostermeyer der Schupo, Regie: Titus Georgi
- 2007: Verbrennungen (Mouawad), Rolle: Simon, Regie: Titus Georgi
- 2008: Torquato Tasso (Goethe), Rolle: Torquato Tasso, Regie: Christian Fries
- 2008: Dantons Tod (Büchner), Rolle: St. Just, Regie: Titus Georgi
- 2009: Hedda Gabler (Ibsen), Rolle: Tesman, Regie: Alice Buddeberg
- 2009: Geschichten aus dem Wienerwald (Horvath), Rolle: Alfred, Regie: Günter Krämer
- 2009: Ödipus (Sophokles), Rolle: Kreon, Regie: Michael Thalheimer
- 2010: Einsame Menschen (Hauptmann), Rolle: Johannes Vockerat, Regie: Hanna Rudolph
- 2010: Liliom (Molnar), Rolle: Ficsur, Regie: Christoph Mehler
- 2011: Maria Stuart (Schiller), Rolle: Mortimer, Regie: Michael Thalheimer
- 2011: Liebelei (Schnitzler), Rolle: Fritz Lobheimer, Regie: Stephan Kimmig
- 2011: Die Bürgschaft (Kittstein), Rolle: Gerd, Regie: Lily Sykes
- 2012: Iwanow (Tschechow), Rolle: Iwanow, Regie: Christoph Mehler
- 2012: Die Opferung von Georg Mastromas (Kelly), Rolle: Georg Mastromas, Regie: Christoph Mehler
- 2012: Kasimir und Karoline (Horvath), Rolle: Schürzinger, Regie: Christoph Mehler
- 2013: Draußen vor der Tür (Borchert), Rolle: Der Andere, Regie: Jürgen Kruse
- 2013: Der Idiot (Dostojewski), Rolle: Gawrilla, Regie: Stephan Kimmig
- 2014: Kinder der Sonne (Gorki), Rolle: Wagin, Regie: Andrea Moses/Oliver Reese
- 2014: Macht Nichts (Jelinek), Rolle: Der Wanderer, Regie: Johanna Wehner
- 2015: Dämonen (Dostojewski), Rolle: Schatow, Regie: Sebastian Hartmann
- 2015: Danton´s Tod (Büchner), Rolle: St. Just, Regie: Ulrich Rasche
- 2015: Kohlhaas (H. v. Kleist), Rolle: Kohlhaas, Regie: Isaak Dentler
- 2015: Leonce und Lena (Büchner), Rolle: Leonce, Regie: Jürgen Kruse
- 2016: Der Revisor (Gogol), Rolle: Ensemble, Regie: Sebastian Hartmann
- 2016: Eine Familie (Tracy Letts), Rolle: Sheriff Gilbeau, Regie: Oliver Reese
- 2016: One for the Road/Der stumme Diener  (Harold Pinter), Regie: Jürgen Kruse
- 2017: Drei Tage Auf Dem Land (Patrick Marber), Rolle: Arkadji, Regie: Andreas Kriegenburg
- 2017: Richard III (Shakespeare), Rolle: Rivers; Catesby, Regie: Jan Bosse
- 2018: Das Schloss (Kafka), Rolle: Lehrer; Wirt, Regie: Robert Borgmann
- 2018: Emilia Galotti (Lessing), Rolle: Prinz, Regie: David Bösch
- 2019: Warten auf Godot (Beckett), Rolle: Wladimir, Regie: Robert Borgmann
- 2019: Brand (Strindberg), Rolle: Der Landrat, Regie: Roger Vontobel
- 2020: Jedermann Stirbt (Von Schmalz), Rolle: Der Dicke, Regie: Jan Bosse
- 2020: Wie es euch Gefällt (Shakespeare), Rolle: Orlando, Regie: David Bösch
- 2020: Andorra (Frisch), Rolle: Soldat, Regie: David Bösch
- 2022: Ein Volksfeind (Ibsen), Rolle: Thomas Stockmann, Regie: Lily Sykes

- 2024: Der Raub der Sabinerinnen (Schönthan), Rolle: Gollwitz, Regie: Christina Tscharyiski
- 2024: Die Ehe der Maria Braun (Fassbinder), Rolle: Hermann Braun, Regie: Lilja Rupprecht

## Hörspiele (Auszug)
- 2009: Verbrennungen, Regie: Ulrich Gerhardt
- 2010: Der Kleine Bruder, Regie: Sven Stricker
- 2011: Container Paule, Regie: Robert Schoen
- 2012: Der Kübelreiter, Regie: Marlene Breuer
- 2013: Eine Glatte Million, Regie: Leonhard Koppelmann
- 2014: Boulevard der Irren, Regie: Philippe Bruehl
- 2014: Die Schatzinsel, Regie: Leonhard Koppelmann
- 2014: Kick Back, Regie: Mark Ginzler
- 2014: Geschichte des Südwestens, Regie: Tobias Krebs
- 2014: Herr Lundquist nimmt den Helm ab, Regie: Mark Ginzler
- 2015: 40 Tage des Musa Dagh, Regie: Kai Grehn
- 2015: Radio Tatort „Brändles Nichte“, Regie: Mark Ginzler
- 2015: Gua Nim Washoe, Regie: Iris Drögekamp
- 2018: Radio Tatort „Im Königreich Deutschland“, Regie: Alexander Schuhmacher
- 2018: Satin Island, Regie: Tilman Hecker
- 2018: Eine Hand voller Sterne, Regie: Robert Schoen
- 2018: Die Geheimen Kriminal Fälle der Brüder Grimm, Regie: Viviane Koppelmann
- 2023: Im Frühling sterben, Regie: Alexander Schuhmacher
- 2023: Riss in der Matrix, Regie: Silke Hildebrandt
- 2023: Märchen und Verbrechen, Regie: Viviane Koppelmann